# 주말부모
《주말부모》(周末父母)는 2017년 방송되었던 중국의 드라마이다.

## 소개
- 80년 이후 출생한 외동아들, 딸들 세대의 부모와 자식 간의 관계를 다룬 드라마

## 등장 인물
- 류카이웨이 - 위즈위안 역
- 왕어우 - 자오자니 역
- 장멍 - 자오주디 역
- 주영등 (朱泳腾) - 샤오제 역
- 양비양 (Yolanda) - 홍샤오미 역
- 조열동 (赵悦童) - 바이지애 역
- 원자교 (袁紫侨) - 가오선 역
- 이사양 (李思阳) - 장웨이 역
- 뤼윈충 (吕云骢) - 우진헌 역
- 만자청 (万子晴) - 다다 역
- 왕양 (汪洋) - 조국부 역
- 안경요 (颜景瑶) - 진수진 역
- 사문상 (史文翔) - 탄펑 역
- 장서가 (张瑞珈) - 호미림 역
- 장평연 (Linda Zhang) - 딩셀리 역
- 백여 (白茹) - 장선선 역